# Adolf von Thadden
Adolf von Thadden (Gut Trieglaf, Pomerania, República de Weimar, 7 de julio de 1921-Bad Oeynhausen, Renania del Norte-Westfalia, Alemania, 16 de julio de 1996) fue un político ultraderechista alemán.

## Primeros años
Von Thadden provenía de una familia noble de Pomerania (una de las más antiguas) y era hijo del terrateniente y prominente magistrado local Adolf von Thadden (1858-1932) y su segunda esposa Barbara Blank (1895-1972).
Fue medio hermano de Elisabeth von Thadden, una destacada crítica de los nazis, que fue ejecutada por el gobierno nazi en septiembre de 1944.
Estudió en el gimnasio en Greifenberg y posteriormente estudió agricultura y economía. El 1 de septiembre de 1939 se convirtió en miembro del Partido Nacionalsocialista Obrero Alemán (NSDAP), siendo el miembro número 7.155.873.
Sirvió como teniente de la Wehrmacht en la Segunda Guerra Mundial, sufriendo una serie de graves lesiones de batalla durante el conflicto. Fue ayudante de brigada en la sección de artillería. Fue capturado cerca del final de la guerra por las fuerzas polacas, cuando intentaba trasladar a su madre, asentada en Pomerania, a las zonas de ocupación occidentales. Thadden fue acusado más tarde de haber colaborado con los polacos durante su encarcelamiento, recurriendo a los tribunales y presentando una demanda exitosa.
En noviembre de 1946, se las arregló para escapar de Polonia. Entre 1946 y 1947 fue administrador agrícola del gobierno militar británico, estableciéndose en Gotinga en 1947.

## Carrera política
En 1947, Thadden entró en la política como miembro del Partido Derechista Alemán y posteriormente en 1950 se hizo miembro de su sucesor, el Partido del Imperio Alemán. Como miembro de ambos, se desempeñó como concejal de Gotinga entre 1948 y 1958. En 1948, bajo su liderazgo, el DKP-DRP había obtenido el 10.8% de los votos en las elecciones locales de la ciudad. Entre 1952 y 1953 fue subalcalde de Gotinga, y hasta 1958 senador de la ciudad. Fue elegido diputado del Bundestag en 1949 y fue, con 28 años, el segundo miembro más joven del parlamento, siendo apodado por un diputado del SPD como Bubi, apodo que tendría durante toda su vida política. Von Thadden se convirtió en el principal escritor del periódico del Partido del Imperio Alemán, Reichsruf, ganando una reputación tanto por su demagogia como por su uso extensivo de humor e ingenio. Fue miembro del Bundestag hasta 1953. Fue miembro del Landtag de Baja Sajonia entre 1955 y 1959 en representación del DRP, y nuevamente entre 1967 y 1970, esta vez en representación del NPD, siendo entre 1967 y 1968 presidente del grupo parlamentario del partido.
Von Thadden se convirtió en presidente del Partido del Imperio Alemán en 1961 y en esta posición fue uno de los firmantes de la Declaración Europea en Venecia, que creó el Partido Nacional Europeo bajo la iniciativa del líder nacionalista británico Oswald Mosley, del cual era cercano personalmente, estando atraído por su concepto de Europa una nación. Von Thadden negó específicamente todas las acusaciones de neonazismo dirigidas contra él, argumentando que él era un partidario del nacionalismo conservador. Sin embargo, fue con frecuencia etiquetado como un neonazi debido a su oposición a cualquier noción de culpa alemana de la Segunda Guerra Mundial.

### NPD
Thadden jugó un papel clave en la formación del Partido Nacionaldemócrata de Alemania (NPD) mediante la fusión de su partido con una serie de otros partidos de derecha en 1964. Thadden se enfrentó regularmente con el primer presidente del NPD, el moderado Friedrich Thielen, y los dos hombres se atacaron entre sí, con el objetivo de obtener el control del NPD y expulsar a su rival de la formación. En la década de 1960 y la primera mitad de la década de 1970 fue editor de la entonces publicación del partido, Deutsche Nachrichten.
Thadden fue finalmente nombrado presidente en 1967. Bajo su liderazgo, el NPD giró más a la extrema derecha, abogando por políticas como la retirada de Alemania de la OTAN, un retorno de Danzig a Alemania, una reforma de la constitución y un posible segundo Anschluss.  Von Thadden se refirió accidentalmente al NPD como nacionalsocialista en lugar de nacionaldemócrata en una entrevista de televisión, algo que le valió ser acusado junto a su partido de neonazismo.  Siguió siendo líder del NPD hasta 1971, cuando renunció. Bajo su liderazgo el NPD había cosechado varios éxitos electorales en elecciones regionales, aunque en las elecciones federales de 1969 (en las que Von Thadden fue el candidato del partido), este no había obtenido representación.  Fue sucedido como presidente del NPD por Martin Mussgnug, cuya elección apoyó. Thadden finalmente dejó el NPD en 1975 después de que Gerhard Frey (posterior líder de la Deutsche Volksunion), que anteriormente había sido un duro crítico de von Thadden, fue nombrado Administrador Federal del partido. Previamente ya había abandonado la política activa en 1974. En 1994, dijo en una entrevista con el periódico semanal Junge Freiheit: "Hoy el NPD no tiene nada que ver con el NPD de los años sesenta, es decir, el momento en que era presidente del partido."
A partir de 1974 trabajó como representante para empresas de construcción, y a partir de 1975 fue jefe de redacción del Deutsche Wochenzeitung.

## Vida personal
Von Thadden se casó el 10 de noviembre de 1957 en Hannover, con la médico Edith Lange (nacida el 28 de septiembre de 1921 en Hannover). 
En la década de 1950 se hizo amigo de Winifred Wagner.

## Muerte
Murió el 16 de julio de 1996 en Bad Oeynhausen a la edad de 75 años. Después de la muerte de von Thadden, se supo que había sido un agente secreto del MI6 británico durante muchos años, incluso durante su etapa como presidente del NPD.